# Dufourea pectinipes
Dufourea pectinipes là một loài Hymenoptera trong họ Halictidae. Loài này được Bohart mô tả khoa học năm 1948.